# Alphons Oppenheim
Friedrich Ludwig Alphons Oppenheim (* 14. Februar 1833 in Hamburg; † 16. September 1877 in St Leonards-on-Sea, England) war ein deutscher Chemiker und Hochschullehrer.

## Leben
Oppenheim war Sohn eines Arztes. Er absolvierte bis 1851 das Johanneum und besuchte für ein weiteres Jahr das Akademische Gymnasium Hamburg. Im Frühjahr 1852 nahm er das Studium der Naturwissenschaften an der Universität Bonn auf. Dort schloss er auch eine lebenslange Freundschaft mit Heinrich von Treitschke. Der Chemie widmete er sich ab 1854 an der Universität Göttingen unter Friedrich Wöhler. Dort wurde er 1857 mit der Dissertation Beobachtungen über das Tellur und einige seiner Verbindungen zum Dr. phil. promoviert. Anschließend studierte er noch für ein Semester unter Robert Wilhelm Bunsen an der Universität Heidelberg, bevor er an das University College London ging, an dem er von Alexander William Williamson aufgenommen wurde und mit Thomas Graham in Kontakt stand. 1861 wechselte er in das Laboratorium von Charles Adolphe Wurtz nach Paris. Mit diesem schloss er Freundschaft, ebenso wie mit Adolf Lieben und Leopold Pfaundler.
Oppenheim ging 1867 nach Berlin. Am 9. Januar 1868 hielt er seine Probevorlesung Über die Isomerie, aufgrund derer er sich an der Berliner Universität habilitierte. Ab Sommersemester 1868 war er dort als Privatdozent aufgenommen. Er las zunächst über die Geschichte der Chemie, anschließend über die Chemische Theorie. Später übernahm er allgemeine Chemie, Toxikologie, Pharmazie und weitere Fächer. Am 14. Juni 1873 erhielt er in Berlin schließlich die Stelle als außerordentlicher Professor der Chemie. Er wirkte außerdem als Sekretär der Deutschen Chemischen Gesellschaft und ab 1876 als Präsident der Berliner Gesellschaft für öffentliche Gesundheitspflege.
Oppenheim nahm 1876 einen Ruf als ordentlicher Professor der Chemie an die Universität Münster an. Diese Stelle trat er zu Ostern 1877 an. Seiner Frau ging es allerdings gesundheitlich immer schlechter, weshalb er mit ihr nach England reiste, wo sie starb. Am selben Tag nahm er sich das Leben.
Oppenheim war auch Mitarbeiter an der Allgemeinen Deutschen Biographie.

## Werke (Auswahl)
- Beobachtungen über das Tellur und einige seiner Verbindungen, Huth, Göttingen 1857.
- (Übers.) William Olding: Beschreibendes und theoretisches Handbuch der Chemie, Enke, Erlangen 1865.
- (Hrsg.) Charles Adolphe Wurtz: Geschichte der chemischen Theorien seit Lavoisier bis auf unsere Zeit, Verlag von Robert Oppenheim, Berlin 1870.